# CCDC12
CCDC12 (англ. Coiled-coil domain containing 12) – білок, який кодується однойменним геном, розташованим у людей на 3-й хромосомі. Довжина поліпептидного ланцюга білка становить 166 амінокислот, а молекулярна маса — 19 181.
| 10         |  | 20         |  | 30         |  | 40         |  | 50         |
| ---------- |  | ---------- |  | ---------- |  | ---------- |  | ---------- |
| MEATTAGVGR |  | LEEEALRRKE |  | RLKALREKTG |  | RKDKEDGEPK |  | TKHLREEEEE |
| GEKHRELRLR |  | NYVPEDEDLK |  | KRRVPQAKPV |  | AVEEKVKEQL |  | EAAKPEPVIE |
| EVDLANLAPR |  | KPDWDLKRDV |  | AKKLEKLKKR |  | TQRAIAELIR |  | ERLKGQEDSL |
| ASAVDAATEQ |  | KTCDSD     |  |            |  |            |  |            |

A: Аланін

C: Цистеїн

D: Аспарагінова кислота

E: Глутамінова кислота

G: Гліцин

H: Гістидин

I: Ізолейцин

K: Лізин

L: Лейцин

M: Метіонін

N: Аспарагін

P: Пролін

Q: Глутамін

R: Аргінін

S: Серин

T: Треонін

V: Валін

W: Триптофан

Кодований геном білок за функцією належить до фосфопротеїнів. 
Задіяний у такому біологічному процесі, як ацетилювання. 